# Pachyiulus hungaricus
Pachyiulus hungaricus je druh mnohonožky z čeledi Julidae, který se vyskytuje na Balkánském poloostrově, v Rumunsku a státech bývalé Jugoslávie.
S délkou cca 10–15 cm se jedná o jednu z největších evropských mnohonožek. Má výstražné načervenalé zbarvení, sloužící zřejmě jako varování predátorů před obranným sekretem, který v případě ohrožení dovede vylučovat ze žláz rozmístěných párovitě na většině tělních článků.
Vyskytuje se např. v úkrytech pod kameny, kořeny stromů, v lesní opadance a nadložním humusu. Při výzkumu v Bulharsku byla nacházena převážně v lesních biotopech, ale jednotlivě také na loukách a v jeskyních.